# آگوا پوکا
آگوا پوکا (به اسپانیایی: Agua Poca) یک چشمه در آرژانتین است که در Argentina, part of South America واقع شده‌است.